# Ghajar
Ghajar (Árabe: غجر, Hebreo: ע'ג'ר o רג'ר) también conocido como Rhadjar, es un pueblo árabe alauita en el río Hasbani, en la frontera entre el Líbano y la parte ocupada por Israel de los Altos del Golán. El nombre del pueblo significa "gitano" en árabe. En 2022, tenía una población de 2,806 habitantes, la mayoría de los cuales se consideran sirios pero tienen documentos de identidad israelíes. La Línea Azul divide Ghajar entre el Líbano y los Altos del Golán, aunque Israel ha ocupado toda la aldea desde 2006. Israel lo considera parte de su Distrito Norte, en el que su parte sur está organizada como un consejo local en el Subdistrito del Golán.

## Historia

### Historia temprana
El control de Ghajar ha cambiado de manos muchas veces. Hace trescientos años, el pueblo era conocido como Taranjeh. Se le cambió el nombre a Ghajar durante el dominio del Imperio Otomano, cuando los kurdos supuestamente confiscaron la tierra a los "aldeanos" y la vendieron por la fuerza. Según una leyenda "local", el gobernador kurdo de Ghajar intentó montar a caballo sobre la tumba de un hombre santo local, el jeque al-Arba'in. El caballo se negó y al día siguiente se produjo un incendio que destruyó el escudo y la espada del gobernador. Los kurdos huyeron y rápidamente lo vendieron de nuevo.

### Era moderna

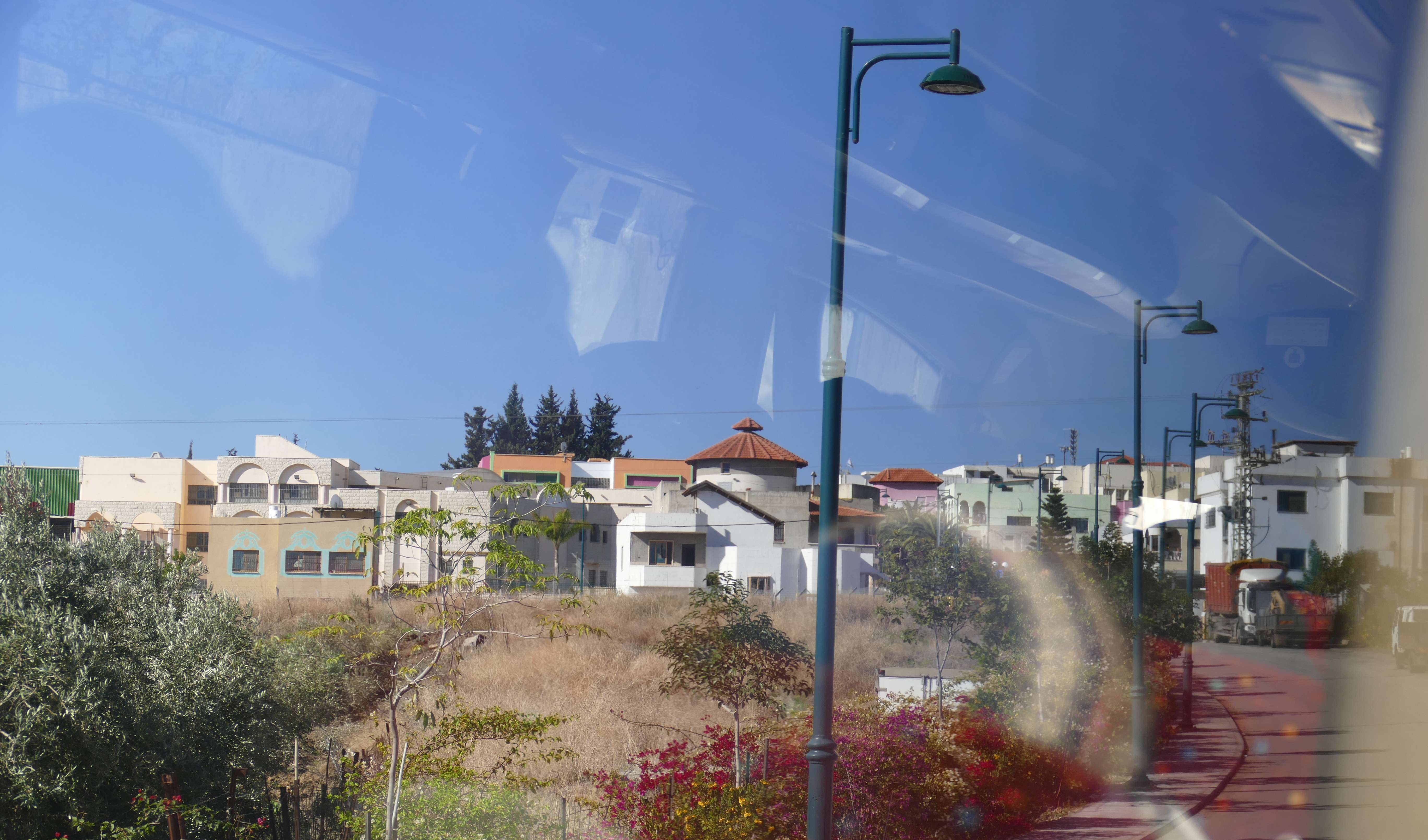
Casas en Ghajar

En 1932, a los residentes de Ghajar, predominantemente alauitas, se les dio la opción de elegir su nacionalidad y, abrumadoramente, eligieron ser parte de Siria, que tiene una minoría alauita considerable. Antes de la guerra árabe-israelí de 1967, Ghajar se consideraba parte de Siria y sus residentes fueron contabilizados en el censo sirio de 1960. Antes de la guerra de 1967, era una de las tres aldeas principalmente alauitas en los Altos del Golán, junto con Za'ura y 'Ayn Fit.

#### Ocupación israelí
Cuando Israel ocupó los Altos del Golán después de arrebatárselos a Siria en 1967, Ghajar permaneció como tierra de nadie durante dos meses y medio. Los aldeanos alauitas pidieron al gobernador israelí del Golán que se les anexara al territorio ocupado, como parte de los Altos del Golán ocupados por Israel, en lugar del Líbano, porque se consideraban sirios, como la mayoría de los residentes nativos del Golán en ese momento. Israel acordó incluir Ghajar en su territorio ocupado de los Altos del Golán sirios. 
En 1981, la mayoría de los habitantes de las aldeas alauitas fueron presionados por las autoridades para que adquirieran la ciudadanía israelí en virtud de la Ley de los Altos del Golán  que anexó el territorio sirio ocupado a Israel, pero la anexión unilateral no fue reconocida por la comunidad internacional. Después de la Operación Litani en 1978, Israel entregó sus posiciones dentro del Líbano al Ejército del Sur del Líbano e inauguró su política de la Buena Cerca. La Fuerza Provisional de las Naciones Unidas en el Líbano (FPNUL) fue creada después de la incursión, tras la adopción de la Resolución 425 del Consejo de Seguridad en marzo de 1978 para confirmar la retirada israelí del sur del Líbano, restablecer la paz y la seguridad internacionales y ayudar al gobierno del Líbano a restablecer su autoridad efectiva en la zona. Ghajar se expandió hacia el norte, en territorio libanés, abarcando el asentamiento de Wazzani al norte de la frontera. 
En 1982, Israel invadió el Líbano. En 2000, tras la promesa de campaña y la elección de Ehud Barak como Primer Ministro, Israel retiró sus tropas del Líbano. En un intento de demarcar fronteras permanentes entre Israel y el Líbano, las Naciones Unidas trazaron lo que se conoció como la Línea Azul. Debido a la ubicación de Ghajar, encajada entre el Líbano y los Altos del Golán ocupados por Israel, la mitad norte de la aldea quedó bajo control libanés y la parte sur permaneció bajo ocupación israelí. 
A pesar de la retirada israelí del Líbano, la tensión aumentó a medida que Hezbolá intentaba secuestrar a soldados israelíes en la zona de Ghajar. En 2005, Hezbolá lanzó un misil sobre Ghajar y se infiltró allí, pero se retiró tras ser repelido por los israelíes. Tras otro ataque en julio de 2006, Israel invadió el sur del Líbano y volvió a ocupar la mitad norte de Ghajar durante la Guerra del Líbano de 2006. Tras un mes de intensos combates, se aprobó por unanimidad la Resolución 1701 del Consejo de Seguridad de las Naciones Unidas para resolver el conflicto, y fue aceptada por los combatientes de ambos lados. Entre otras cosas, la resolución exigía el cese total de las hostilidades, la retirada de las fuerzas israelíes, el desarme de Hezbolá, el despliegue de soldados libaneses y de la FPNUL y el establecimiento de un control total por parte del gobierno del Líbano.

#### Retirada israelí prevista

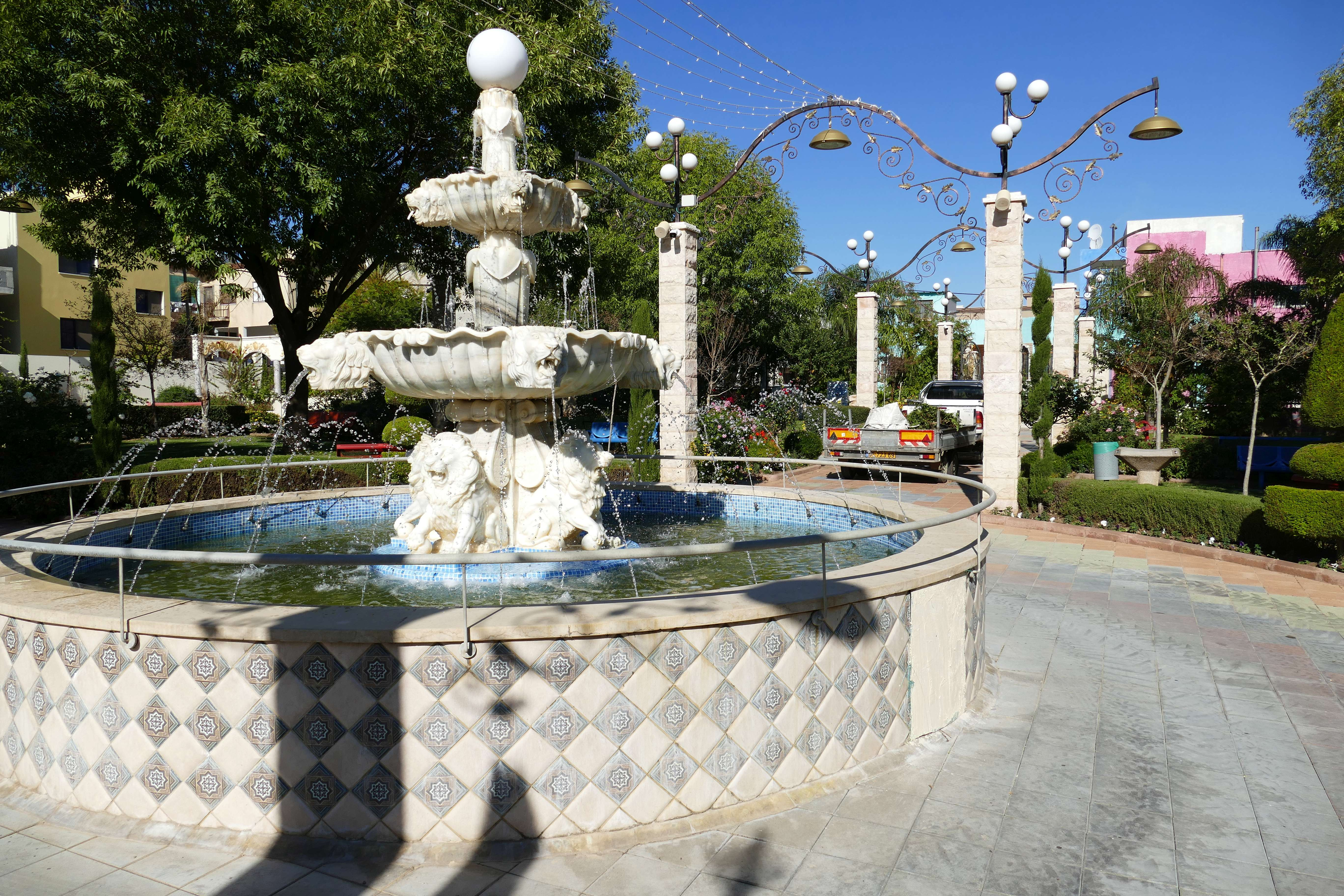
Parque del pueblo de Ghajar

En abril de 2009, las FDI acordaron retirarse del norte de Ghajar en una reunión en Ras al-Naqoura .  El 13 de mayo, el gobierno de Israel suspendió las conversaciones a la espera del resultado de las elecciones parlamentarias libanesas, temiendo una victoria de Hezbolá. A raíz de los informes de diciembre de 2009 sobre una posible división de la aldea, 2.200 residentes de Ghajar salieron a las calles en protesta.
En noviembre de 2010, el Primer Ministro israelí, Benjamin Netanyahu, informó al Secretario General de las Naciones Unidas sobre las intenciones de Israel de retirarse unilateralmente de Ghajar, después de no llegar a un acuerdo con el Líbano y poner los asuntos de seguridad en manos de la FPNUL. El 17 de noviembre de 2010, el Gabinete de Seguridad de Israel votó a favor de la retirada de la mitad norte de Ghajar. Los habitantes de Ghajar se opusieron a la división de la aldea.
Cuando estalló la guerra civil siria, Israel detuvo el repliegue a lo largo de la frontera. Israel sigue ocupando toda la aldea y las tierras adyacentes que cruzan la Línea Azul.

#### Guerra civil siria
En enero de 2015, Hezbolá atacó Ghajar durante un intercambio con Israel. Los ataques se produjeron en represalia a los disparos de Israel contra un convoy iraní-Hezbolá en Siria.

#### Guerra Israel–Hamás (en curso)
En la actual guerra entre Israel y Hamás de 2023, mientras Hezbolá atacaba comunidades de la frontera norte de Israel, las FDI ordenaron a los residentes de las aldeas que evacuaran. A pesar de la orden de las FDI, los residentes de Ghajar decidieron colectivamente no evacuar.

## Ciudadanía

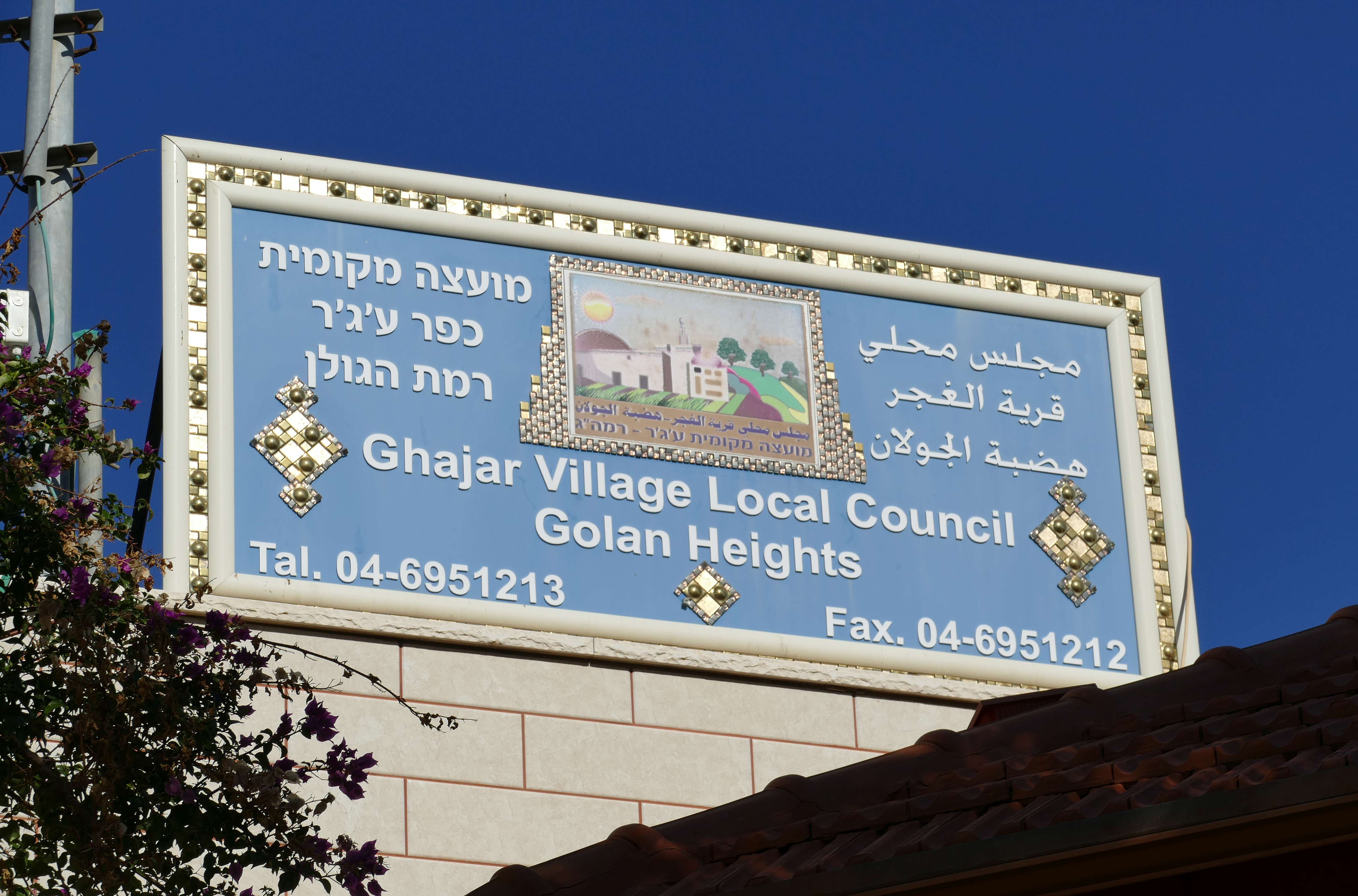
Consejo local de la aldea de Ghajar

Los residentes de ambos lados del pueblo tienen ciudadanía israelí; los de la mitad norte a menudo tienen pasaportes tanto del Líbano como de Israel. Trabajan y viajan libremente dentro de Israel, pero los que viven en el lado libanés tienen dificultades para recibir servicios de Israel. Había un puesto de control de las Fuerzas de Defensa de Israel a la entrada del pueblo, y una valla que rodeaba todo el pueblo, pero ninguna valla o barrera que dividiera los dos lados del pueblo. El puesto de control a la entrada del pueblo fue eliminado en septiembre de 2022 después de que el Consejo Local construyera una valla fronteriza que separaba todo el pueblo del Líbano.

## Economía
La mayoría de los residentes de Ghajar trabajan fuera del pueblo, muchos de ellos en Kiryat Shmona. En 2021, el pueblo comenzó a organizar recorridos locales y hospitalidad a domicilio, atendiendo a grupos pequeños. En 2022, los funcionarios locales informaron 4000 visitantes por día.

## Cocina
Las especialidades culinarias de Ghajar incluyen un plato llamado mitabla, hecho con granos de trigo y maíz cocidos en leche, y bisara, un guiso de bulgur, garbanzos y cebollas fritas espesadas con harina. El bisara se suele servir con una salsa de ajo y limón.

## La Línea Azul
La ONU ha marcado físicamente la frontera reconocida entre el Líbano y los Altos del Golán. Los soldados israelíes permanecen en el lado libanés de Ghajar a pesar de la decisión del gabinete israelí, del 3 de diciembre de 2006, de entregarla a la FPNUL. Israel dice que el ejército libanés rechazó una propuesta negociada por la ONU según la cual el ejército libanés protegería las inmediaciones al norte de la aldea, mientras que la FPNUL se desplegaría en la propia aldea; este tipo de acuerdo sería único para la FPNUL en zonas pobladas. Se ha construido una valla perimetral a lo largo del extremo norte de la aldea en territorio libanés hasta 800 metros al norte de la Línea Azul. Los observadores militares de la FPNUL patrullan la zona continuamente.
En su informe de octubre de 2007 sobre la aplicación de la resolución, las Naciones Unidas emitieron un informe en el que se afirmaba que las conversaciones sobre la duración de los acuerdos de seguridad temporales para el norte de Ghajar seguían estancadas. Israel mantiene el control al norte de la Línea Azul y la pequeña zona adyacente dentro del territorio libanés, aunque no mantiene una presencia militar permanente allí. Las Fuerzas Armadas Libanesas patrullan la carretera fuera de la valla perimetral. El informe señala que "mientras las Fuerzas de Defensa de Israel permanezcan en el norte de Ghajar, Israel no habrá completado su retirada del sur del Líbano de conformidad con sus obligaciones en virtud de la resolución 1701 (2006)". Además, señala que "la falta de avances en esta cuestión podría convertirse en una fuente de tensión y conllevar la posibilidad de que se produzcan incidentes en el futuro".
Asher Kaufman, investigador de la Universidad de Notre Dame, ha cuestionado la Línea Azul. Escribiendo en Haaretz, dice que nunca se ha acordado un límite exacto para Ghajar, citando mapas contradictorios y "bocetos hechos por la Embajada de Estados Unidos en Beirut". Dice que la aldea fue dividida incorrectamente en dos basándose en la suposición de que había dos aldeas: Ghajar en el sur y al-Wazzani en el norte, pero que esta última "nunca existió realmente" en ese lugar.